# Lauritzenia longipluma
Lauritzenia longipluma är en kvalsterart som beskrevs av Hammer 1958. Lauritzenia longipluma ingår i släktet Lauritzenia och familjen Haplozetidae. Inga underarter finns listade i Catalogue of Life.